# Eichenleite

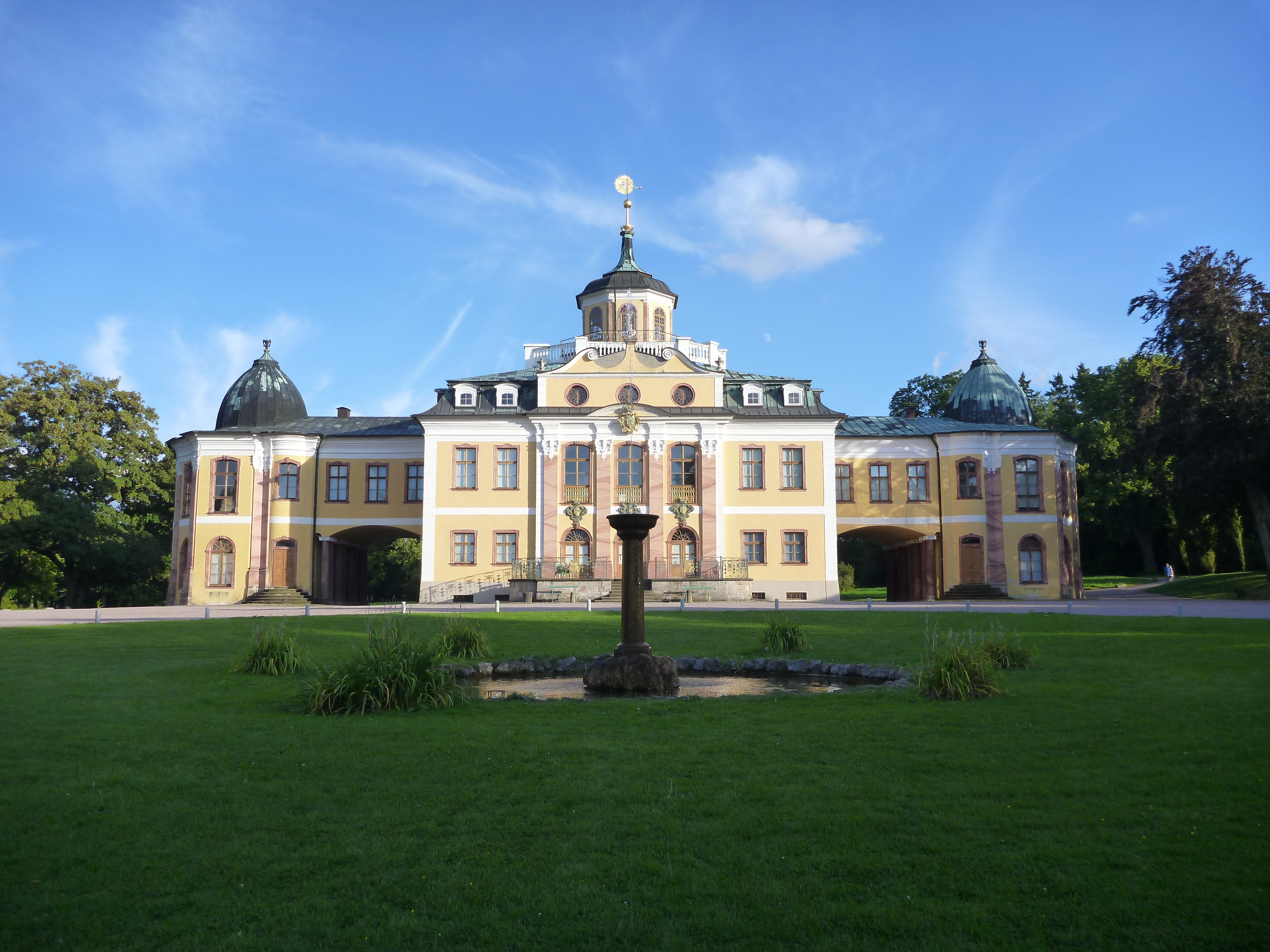
Schloss Belvedere auf dem höchsten Punkt der Weimarer Eichenleite

Die Eichenleite oder Eichleite leitet sich von mittelhochdeutschen lite ab, was für einen bewaldeten Berghang (Leite) steht. Da der sich der Nordhang bei Weimar, auf dem sich Belvedere befindet, ehemals überwiegend mit Eichen bepflanzt war, hatte er daher seinen Namen. Seit 1293 gibt es hierfür die Bezeichnung Eichenleite. Es hieß laut Gottfried Albin de Wette einst auch Frauenholz. Dieses gefiel dem Herzog Ernst August einst so gut, dass er hier ein Jagdschloss errichten ließ. Der Grundriss  hat sich  erhalten. Die weitere  Ausgestaltung Schlosses und die Anlegung des Parks ließ diesen Höhenzug zu einem bedeutenden Kulturdenkmal werden.
Der Hang bricht mit einer Verwerfung zum Ilmtal hin ab. Die Tonplatten des oberen Muschelkalks, also die obere Trochitenkalkschicht, bzw. ein Streifen mittleren Muschelkalks liegen vor der Störungslinie. Dahinter ist der mittlere Keuper auf das gleiche Niveau abgesunken. Das Schloss Belvedere befindet sich am höchsten Punkt der Eichenleite.
Unweit der Altenburg befindet sich die Großmutterleite. Die Bezeichnung Eichenleite kommt allerdings auch an anderen Orten vor und ist nicht nur auf Weimar beschränkt.
Koordinaten: 50° 56′ 55″ N, 11° 20′ 55″ O